# یواس‌اس تالبرگ (ای‌پی‌دی-۱۰۳)
یواس‌اس تالبرگ (ای‌پی‌دی-۱۰۳) (به انگلیسی: USS Tollberg (APD-103)) یک کشتی بود که طول آن ۳۰۶ فوت (۹۳ متر) بود. این کشتی در سال ۱۹۴۴ ساخته شد.